# Джебіньяна
Джебіньяна (араб. جبنيانة) — місто в Тунісі. Входить до складу вілаєту Сфакс. Знаходиться за 35 км на північ від міста Сфакс. Станом на 2004 рік тут проживало 6 576 осіб.